# Aerofrenado

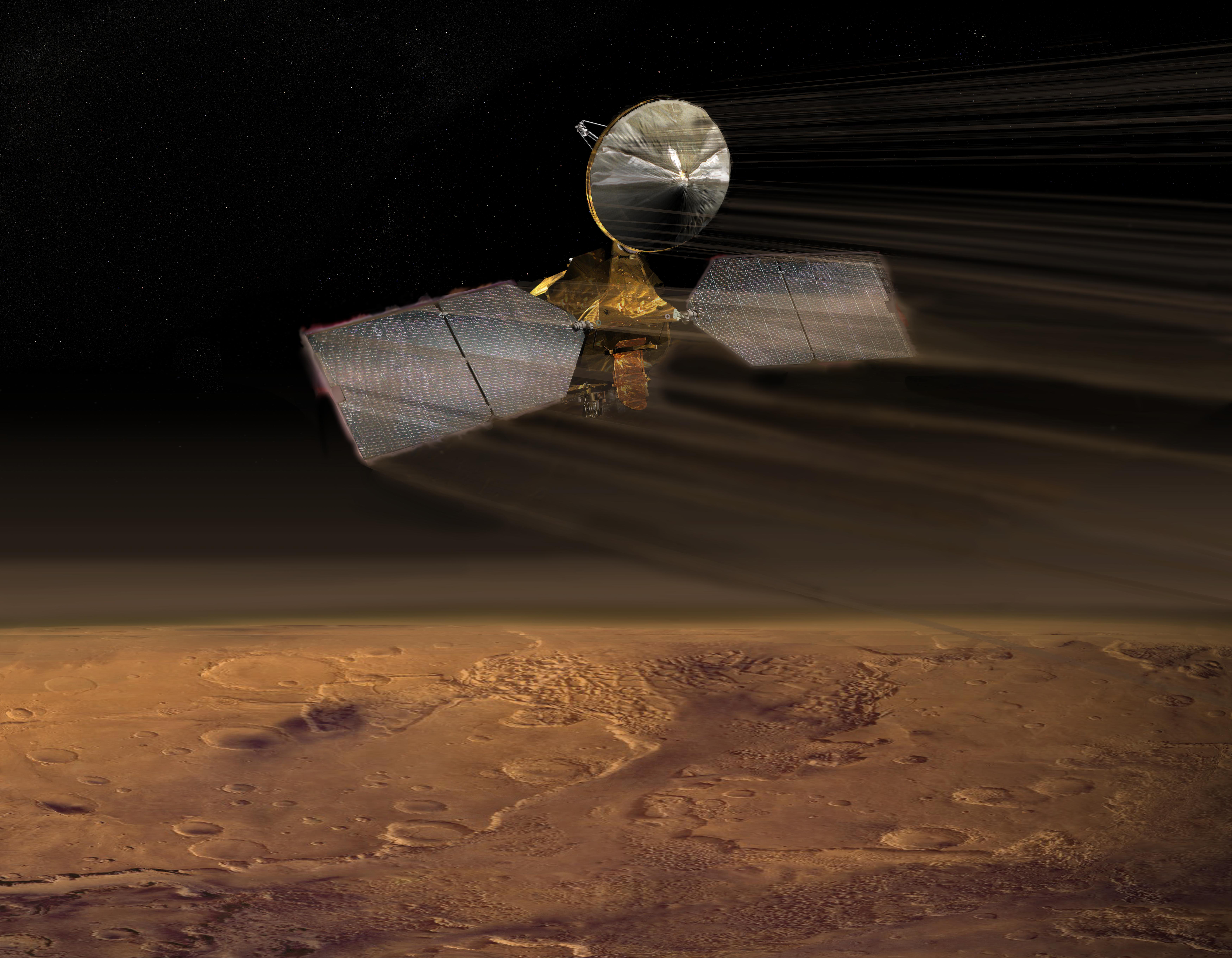
Representación artística del aerofrenado del Mars Reconnaissance Orbiter.

El aerofrenado es una técnica que se utiliza en astronáutica para cambiar el tamaño y la forma de la órbita de una nave en órbita utilizando la atmósfera del planeta al que orbita. La nave usa la fricción con la atmósfera del planeta para frenarse en cada órbita, lo que reduce progresivamente el tamaño de la órbita para adecuarla a los objetivos de la misión. Como en la Tierra, las capas altas de la atmósfera de un planeta cambian día a día y de lugar a lugar, con variaciones difíciles de predecir, por lo que esta maniobra es arriesgada para el orbitador y difícil para los operadores. Con esta técnica se ahorra mucho peso en el propelente que sería necesario si se quisiera insertar la nave directamente en la órbita final.

## Método
Cuando la sonda espacial llega a su destino final, habitualmente acaba en una órbita alargada producto de la inserción orbital. Normalmente la órbita debe disminuirse y circularizarse para cumplir con los objetivos de la misión. Utilizando el aerofrenado la nave hace pasos rasantes por la atmósfera superior del planeta, lo que la frena y hace que el apoastro disminuya, circularizando la órbita un poco en cada pasada. La maniobra suele requerir grandes cantidades de tiempo hasta alcanzar la órbita final. En Marte, por ejemplo, esta operación toma cerca de 6 meses y cientos de pasadas por la atmósfera del planeta. Este método genera mucha energía cinética la cual a su vez se traduce en calor, que la nave debe disipar.

## Misiones espaciales
La primera vez que se utilizó esta técnica fue en la misión a Venus de la sonda Magallanes, y se utilizó en parte para determinar la composición de la atmósfera superior y en parte para probar la eficacia de la nueva técnica. 
La técnica fue utilizada en Marte por primera vez por la Mars Global Surveyor y posteriormente por la Mars Reconnaissance Orbiter.